# 勢場ヶ原の戦い
勢場ヶ原の戦い/勢場ヶ原合戦（せいばがはるのたたかい/せいばがはるがっせん/せばがはらのたたかい）は、中国地方の大名大内義隆と豊後の大名大友義鑑との間で天文3年（1534年）4月に、豊後大村山付近（現大分県杵築市山香町山浦近辺）で行われた合戦。

## 名称
各種名称が存在する。
- 勢場ヶ原の戦い
- 勢場ヶ原合戦
- 大牟礼山の戦い
- 大牟礼合戦
- 大村山の戦い
- 大村山合戦

なお、大牟礼山/大村山は「おおむれさん」と読み、大内軍の陣があったことから戦闘名としても使われる。

## 経緯
戦国初期より、九州北部の豊前、筑前に勢力をもっていた大内氏は、東は石見・安芸、西は筑前、肥前、筑後など、多くの地域を勢力下においていた。これは、昔から豊後守護であり、北九州を抑えようとしていた大友氏には忌々しい存在であり、15世紀から16世紀前半には豊前や筑前などを舞台に大友と大内の小中規模な勢力争いが続いていた。大内氏は大友と戦いながら、筑後の少弐氏などとも戦い、北九州の覇権を強めていく。
大内義興の死後、息子の大内義隆が後を継ぐと、義隆は各地を転戦していた陶興房を九州に派遣し、北九州を攻略するように命じた。
1532年から1533年にかけて、筑前柑子岳城の陥落、肥前筑紫氏の降伏など筑前・肥前方面で大内氏の優位が確立しつつあった。
1534年、大内義隆は、周防に帰還していた興房を大将とする3,000余りの軍を下関に送り、大友の本拠豊後の平定を狙った。大内軍は進軍し、豊前宇佐郡糸口原に布陣、大友方の出方を待った。
大友義鑑は、国東吉弘城主吉弘氏直、寒田親将を大将とする2,800余を豊前大村山に送り込み、大内軍の豊後侵攻に対抗させた。総勢5,800（鹿鳴峠の軍勢を入れると6,100）の軍勢が4月、豊後、豊前の国境に集まり、合戦が始まった。

## 勢場ヶ原の戦い
大友軍は1,000騎を大村山上に、豊前・豊後を結ぶ道の立石峠に木付親実（木付鎮秀の祖父）と田北鑑生の1,000騎、地蔵峠に志手泰久と野原昌久の800騎を布陣した。また、本軍とは別に大神鎮氏と林鎮治の300騎も鹿鳴越に陣を構えた。
大内軍は間者を用いて大友軍の動きを調べ、動向を手の内にしたり、虚報を流して大友軍を翻弄したうえ、宇佐郡地頭の佐田氏の主、佐田朝泰の進言を容れ、佐田越えののち4月6日早朝、勢場ヶ原に抜け、大村山に籠もる大友軍の奇襲を図った。
「敵軍天より下れり」と仰天した大友軍は混乱。広瀬裕則が立石・地蔵の両峠を守る軍勢を急遽呼び戻し、坂落としにて大内軍を蹴散らそうと提言した。しかし氏直は、敵軍は疲労しており、小勢でも勝利を得ることができると考え、何よりも敵の寄せるのを見ているのは卑怯であると主張し、この提言を却下。そして血気にはやり山を馳せ下り敵軍めがけて突進してしまう。これにやむなく大友軍が続いた。突撃した大友軍は親将が杉重信（長門守、架空の人物）を一騎討ちで討ち取るなど、初期はよく戦ったが、数で勝る大内軍は鶴翼の陣に切り替え、前後左右から少数の大友軍を攻め、壮絶な死闘が展開された。先頭に立って陣頭指揮をとった氏直は、矢が馬に当たり転落し、徒歩で戦ったが、矢疵を受けて倒れた。さらに白兵戦にて大友主軍はほぼ壊滅、氏直を助けようとした寒田親将、広瀬裕則以下が戦死した。大内軍は凱歌を上げて一息入れた。
立石、地蔵峠に残っていた1,800の軍勢は「弔い合戦」と称し反撃。午前11時頃より各地で奇襲、急襲を繰り返した。彼らのほとんどが地元出身なこともあり、大内軍を翻弄した。緒戦の勝利に油断していた大内軍は対抗できず、すぐに崩れて大敗、大人数が討たれ、主将の陶興房も負傷した。逆転敗北となった大内軍は寄藻川沿いに豊後高田方面へと退却し、海路周防に撤退した。
結果的に大内軍が撤退し、戦略的には大友軍の勝利ということにはなったが、大友軍も二人の総大将を失い、本軍が崩れていたことから、戦術的には「引き分け」と分類される。

## 結果
その後も二国間はまだ交戦していたが、天文7年（1538年）に室町幕府第12代将軍・足利義晴の仲介を受けて和睦し、結果、大内義隆による北部九州の覇権は確立された。
この戦いののち、大友大内間の大規模な衝突はなくなり、和平が実現すると二国間での衝突自体もほぼなくなった。その後、大内義隆が陶隆房（陶晴賢）に討たれる（大寧寺の変）と、大友氏が一挙に勢力を伸ばし、また一時大内側についていた龍造寺氏が独立したことで大内氏は北九州での勢力をほとんど失い、これによって北九州の覇権は大友氏が獲得した。

## 現在
現在、杵築市山香町に「勢場ヶ原古戦場」が残っているほか、大村山山頂には吉弘氏直、寒田親将などの墓石がある。